# Districtul Gharyan
Gharyan este un district în Libia. Are 161.408 locuitori pe o suprafață de 4.660 km².